# Тан Си Хан
Тан Си Хан (рођен 1910, датум смрти непознат) био је индонежански фудбалски нападач који је играо за Холандске Источне Индије на Светском првенству у фудбалу 1938. године. Такође је играо за Тионг Хоа Соерабају. Тан је преминуо.